# ماري أوديل مارسو
ماري أوديل مارسو هي مهندسة معمارية كندية وشريكة بشركة مكفارلاند مارسو. تؤكد مسيرة مارسو المهنية في كل من القطاعين العام والخاص على الاستدامة والتصميم المتمركز حول المجتمع. تخصصت مارسو في المرافق المؤسسية والترفيهية طوال حياتها المهنية وحصلت على العديد من الجوائز لمساهماتها في الهندسة المعمارية المستدامة وتصميم مجتمعات السكان المحليين.

## نبذة عن الشخصية
مارسو هي مهندسة معمارية كندية حصلت على شهادتها من جامعة لافال في مدينة كيبيك، عملت مارسو في بداية حياتها المهنية في مجال البناء في شمال كيبيك. انتقلت لاحقًا إلى يلونايف والأقاليم الشمالية الغربية لتتولي منصبًا في إدارة الأشغال العامة. كانت مارسو تعمل مع المجتمعات المحلية خلال فترة عملها في شمال كندا، ثم عملت في لاحقًا لصالح الحكومة الفيدرالية كمهندسة إقليمية في وزارة الشئون الهندية والتنمية الشمالية في فانكوفر، كولومبيا البريطانية.

## بداية حياتها
عملت مارسو كمهندسة إقليمية  في فانكوفر لبرنامج المدارس المحلية في كولومبيا البريطانية بين عامي 1985-1993. اندمجت ماري بنشاط أثناء هذا الوقت مع مجتمعات السكان المحليين، وعملت معهم بتعاون أثناء عملية تطوير التصميم. دفع نهج التصميم التعاوني الذي تعتمده مارسو والذي يحركه العميل البرنامج لاكتساب الإشادة الوطنية للمشاريع التي أنشأتها بما في ذلك مدرسة جزيرة الطيور البحرية الابتدائية عام 1991. جلب البرنامج الممول اتحاديًا منهجًا جديدًا لتصميم المؤسسات والدول الأولى في كولومبيا البريطانية. أعطى اولوية دور مارسو كمهندس إقليمي الأولوية ضمان الجودة والتعاون المجتمعي في عملية التصميم، وإشراك شركات الهندسة المعمارية رفيعة المستوى في الإقليم. بدأت مارسو في تأسيس شركة مارسو إيفانز جونسون في عام 1993 وهي منظمة معمارية مخصصة لتصميم مباني المدارس الخاصة بالسكان المحليين. استمرت المنظمة في التوسع حتى عام 2008مع التركيز بشكل أساسي على المباني المؤسسية للسكان المحليين في كولومبيا البريطانية.

### أعمال مارسو إيفانز جونسون للمعماريين
- 1998- مدرسة نادله كوو.
- 1998- توسعة مدرسة كيتاسو.
- 1998- مدرسة إيتاس ديفي.
- 1999- قاعة مجتمع ستيلاكو.
- 2003- مدرسة كواتسينو باند
- 2004- مدرسة ثانوية سالمو.
- 2005- مدرسة مجتمع تشيك.

## شركة مكفارلاند مارسو للمعماريين
في عام 2008 ، دخلت مارسو في شراكة مع لاري مكفارلاند لفتح شركة مكفارلاند مارسوللمعماريين في فانكوفر كولومبيا البريطانية. الشركة متخصصة في المباني المؤسسية والترفيهية مع التركيز على التصميم المستدام. تم التأكيد على استخدام المواد المحلية ، وتحديداً الخشب في التصميم الهيكلي والشكلي لأعمال الشركة.

## المشاريع

### مدرسة جزيرة الطيور البحرية ( كعميل )
مدرسة جزيرة الطيور البحرية الابتدائية التي تم الانتهاء منها في عام 1991 كانت مشروعًا تحت إشراف مارسو كمهندس إقليمي لبرنامج المدارس المحلية في كولومبيا البريطانية. تقع المدرسة في أغاسيز، كولومبيا البريطانية وتخدم مجتمع ساليش الشمالي. يعبر تصميم وتخصيص البرنامج للمبنى عن المناظر الطبيعية والممارسات التقليدية. استجابت المدرسة للممارسات الثقافية للمجتمع  واستخدمت المواد المحلية لإشراك مجتمع ساليش في عملية التصميم. حصل المشروع على العديد من الجوائز بما في ذلك جائزة الحاكم العاموميدالية نائب الحاكم في الهندسة المعمارية  وجائزة الشرف من المجلس الكندي للأخشاب وجائزة التميز المعماري الكندي.

### مركز عمليات جزر الخليج
مركز عمليات جزر الخليج  هو أول مبنى في كندا يحصل على شهادة LEED البلاتينية وهو مُصمم كمبنى إداري للمحمية الوطنية. يعكس السقف ذو السن المنشار المناظر الطبيعية الجبلية ويسمح بدخول ضوء النهار الواسع إلى المبنى. تم تصميم جميع الاتجاهات من أجل التعرض للشمس والتظليل المناسبين. حصل المركز على جائزة التميز في تصميم المباني الخضراء من المعهد الملكي للهندسة المعمارية بكندا عام 2007.

### مركز التعلم البيئي المالي
يقع مركز التعلم البيئي المالي  في بارادايس فالي كولومبيا البريطانية وهي محمية محددة اتحاديًا. يعترف تصميم المدرسة بقيمة المناظر الطبيعية المحيطة بها، ويسعى إلى جعلها فصلًا دراسيًا في الهواء الطلق. حصل المبنى على شهادة LEED البلاتينية وجائزة Holcim تقديرًا للبناء المستدام. حاز المبنى أيضًا على جائزة المهندس المعماري الكندي.

## العضويات
- زميلة بالمعهد الملكي الكندي للهندسة المعمارية.[2]
- مهندسة محترفة معتمدة من LEED.